# فارنبورو، بارکشر
فارنبورو (به انگلیسی: Farnborough) یک روستا و محله مدنی در بریتانیا است که در بارکشر غربی واقع شده‌است. فارنبورو ۱۰٫۵ کیلومتر مربع مساحت و ۱۰۲ نفر جمعیت دارد.